# Dave Freeman Open 2017
Die Dave Freeman Open 2017 fanden vom 24. bis zum 26. Februar 2017 in San Diego statt. Es war die 60. Austragung dieser internationalen Meisterschaften im Badminton.

## Sieger und Platzierte
| Disziplin    | Gold                                      | Silber                        | Bronze                    |
| ------------ | ----------------------------------------- | ----------------------------- | ------------------------- |
| Herreneinzel | Sheng Lyu                                 | Phillip Jap                   | Ankit Chhikara            |
| Herreneinzel | Sheng Lyu                                 | Phillip Jap                   | Chan Kwong Beng           |
| Dameneinzel  | Crystal Pan                               | Jamie Subandhi                | Jamie Hsu                 |
| Dameneinzel  | Crystal Pan                               | Jamie Subandhi                | Putri Pangersa            |
| Herrendoppel | Leonard Holvy de Pauw Sittichai Viboonsin | Chan Kwong Beng Yoo Yong-sung | Mu He Ricky Liuzhou       |
| Herrendoppel | Leonard Holvy de Pauw Sittichai Viboonsin | Chan Kwong Beng Yoo Yong-sung | Vinson Chiu Tony Gunawan  |
| Damendoppel  | Annie Xu Kerry Xu                         | Jing Yu Hong Crystal Pan      | Jamie Hsu Jamie Subandhi  |
| Damendoppel  | Annie Xu Kerry Xu                         | Jing Yu Hong Crystal Pan      | Lauren Lam Angela Zhang   |
| Mixed        | Yoo Yong-sung Jing Yu Hong                | Ricky Liuzhou Kerry Xu        | Phillip Jap Jamie Hsu     |
| Mixed        | Yoo Yong-sung Jing Yu Hong                | Ricky Liuzhou Kerry Xu        | Tony Gunawan Angela Zhang |